# Protocolo Constitutivo do Parlamento do Mercosul
O Protocolo Constitutivo do Parlamento do Mercosul é o documento, feito conforme as normas de direito internacional vigentes, pelo qual as nações que compõem o Mercosul firmaram vontade política de instituir o Parlamento do Mercosul como órgão de representação legislativa que integra a estrutura institucional do MERCOSUL.

## História
Em 2003 durante a XXV reunião do Conselho Mercado Comum realizada em Montevidéu no dia 15 de julho de 2003 foi assinada a decisão Nº 26/03 do Conselho do Mercado Comum que já propunha a criação de um parlamento do Mercosul e em 16 de julho de 2004 foi realizada, em Belo Horizonte, a XXVII reunião do CMC  que proclamou a decisão nº 49/2004 dando continuidade aos serviços multilaterais intra bloco de criação do parlamento e em 9 de dezembro de 2005 o Protocolo Constitutivo do Parlamento do Mercosul foi assinado em Montevidéu, no Uruguai.